# Obsidian Kingdom
Obsidian Kingdom est un groupe espagnol de rock, originaire de Barcelone. Le groupe définit lui-même son style musical comme « lourd, difficile à classer et plein de contrastes » et est décrit comme s'inspirant à parts égales du rock progressif, du post-metal, du black metal, du rock alternatif et de la musique électronique,,. En 2013, le média américain Metal Injection les déclare « maîtres de tous les styles ».

## Histoire

### Débuts (2005–2011)
Le groupe est initialement formé par le guitariste Rider G Omega et le batteur Croma LAN Ro. Plus tard, le guitariste Prozoid Zeta JSI et le bassiste Fatal Error Pl(a)n rejoignent le groupe, et enfin le line-up est complété en 2006 par le chanteur Saten Haz Im Nu. Leur premier album est le maxi single Matter (2007), qui reçoit généralement des critiques louant leurs intentions et leurs idées, mais soulignant le niveau amélioré de la production comme un point faible. Pour le groupe, la sortie de Matter est l'occasion de se familiariser avec les processus d'écriture, de production, d'édition et de promotion d'un album. Au cours des deux années qui suivent la sortie de Matter, Obsidian Kingdom présente son travail lors d'une tournée en Espagne et au Portugal.
L'EP 3:11, enregistré en 2009 et sort en 2010, est un avant-goût de ce qui sera leur premier album : Fera. Le groupe confie la conception de l'EP à Ritxi Ostáriz (Ulver, Ihsahn). À cette occasion, les critiques soulignent l'évolution positive du groupe en termes de son et de composition ainsi que le grand nombre d'influences et de styles identifiables dans leur musique.
Avant la sortie de 3:11, le groupe subit des changements internes dans son line-up, qui se stabilise à nouveau en 2011 avec l'entrée du batteur Ojete Mordaza II, du claviériste Zer0 Æmeour Íggdrasil et du bassiste Fleast Race O'Uden. C'est avec ce line-up que le groupe fait la promotion de 3:11 au cours de l'année 2011, par le biais d'une série de concerts locaux.

### Mantiis(2012–2015)

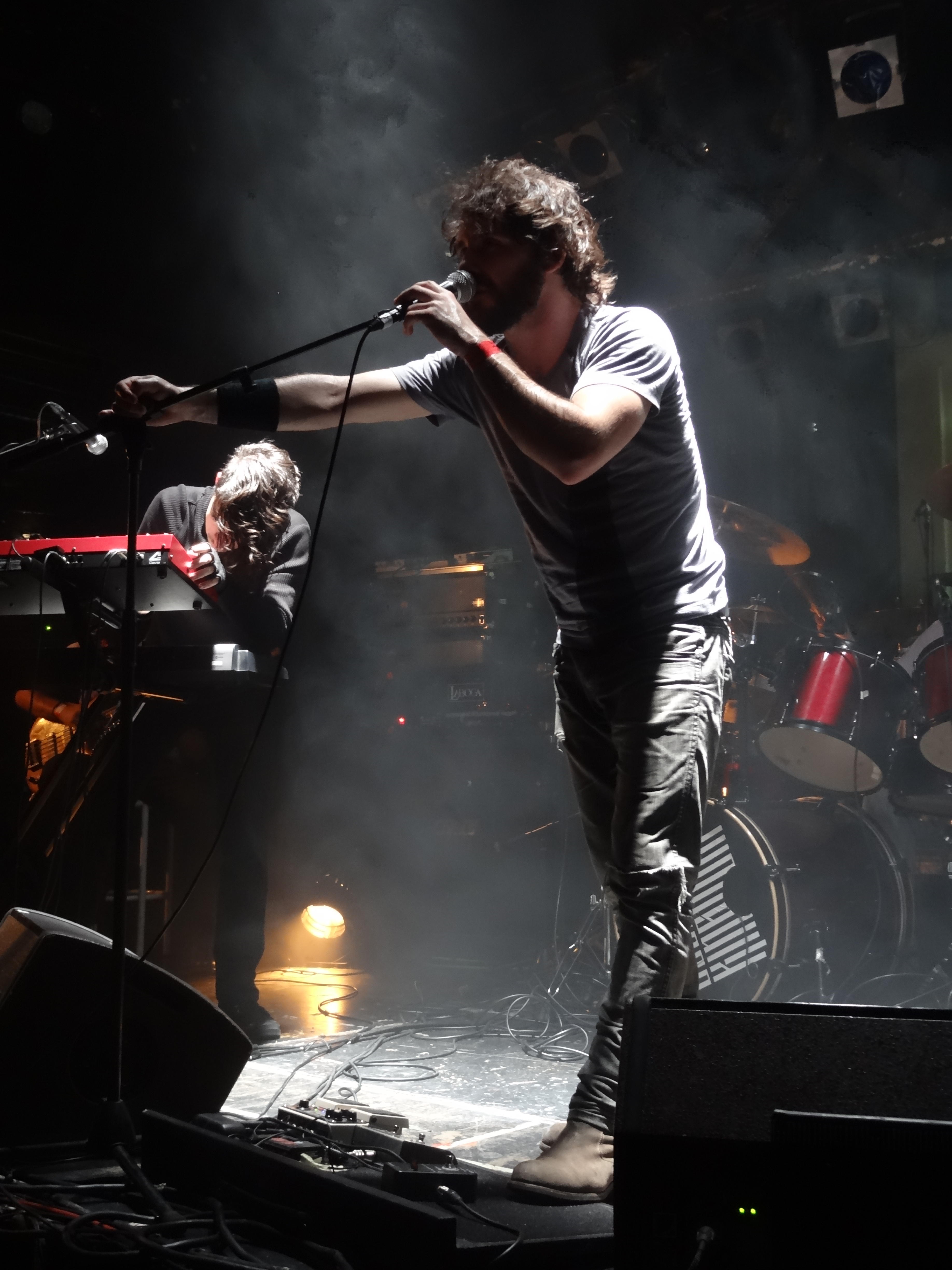
Obsidian Kingdom sur scène à Barcelone, janvier 2013.

En novembre 2012, Obsidian Kingdom sort le LP Mantiis, un album-concept composé d'un seul titre divisé en 14 pistes qui se caractérise par la palette diversifiée d'émotions qu'il reflète et le grand nombre de styles qu'il englobe.
L'album, auquel participent Fiar (chanteur du groupe catalan de black metal Foscor) et le trompettiste Nicholas Dominic Talvola, reçoit des critiques très favorables de la part de la presse spécialisée,,. Une fois de plus, le design est l'œuvre de Ritxi Ostáriz, qui agit cette fois en tant que directrice artistique, déléguant le poids créatif à la designer Elena Gallen. Mantiis est officiellement présenté le 14 décembre 2012 au Music Hall de Barcelone, avec Cut the End comme groupe d'ouverture. L'album est interprété dans son intégralité et le groupe clôture sa prestation par une reprise de la chanson folklorique américaine traditionnelle The Wayfaring Stranger. En 2013, Obsidian Kingdom fait la première partie de Cult of Luna lors de leurs concerts à Madrid et à Barcelone ; il se produit au Headway Festival aux côtés de Leprous, Freak Kitchen et PHILM ; et présente Mantiis à Bilbao, Madrid, Tarragone et Murcie. En avril 2014, le groupe signe avec le label indépendant Season of Mist. À la suite de la réédition de Mantiis le 24 octobre, le groupe se lance dans une tournée à travers l'Europe et le Royaume-Uni, avec en tête d'affiche le groupe islandais Sólstafir. Les performances d'Obsidian Kingdom tout au long de la tournée recueillent des critiques flatteuses de la part de la presse, qui note la présence, l'énergie et l'intensité du groupe en live.
Mantiis est joué pour la dernière fois dans son intégralité au Ritual Cvlt Fest de Barcelone en octobre 2014. Le groupe termine sa prestation avec une version remixée de sa chanson Awake Until Dawn produite par le duo britannique Necro Deathmort.

### A Year with No Summer(2016–2019)
En juin 2015, Obsidian Kingdom donne un concert spécial avec leur projet parallèle Drone Set au Centre de Cultura Contemporània de Barcelona. Peu après, un nouveau line-up est annoncé (avec deux nouveaux membres : Seerborn Ape Tot à la guitare et Om Rex Orale à la basse) et l'enregistrement d'un nouvel album à l'automne 2015 avec le producteur colombien basé à Londres Jaime Gómez Arellano (Ulver, Paradise Lost).
A Year with No Summer est publié par Season of Mist le 11 mars 2016, avec les titres Away/Absent, Black Swan et Darkness en tant que singles. Dans le cas de Black Swan, un clip est publié sous forme de mockumentaire, réalisé par la réalisatrice catalane Silvia Subirós. L'album reçoit de nombreuses critiques positives,,, qui soulignent le changement de style audacieux par rapport aux débuts du groupe (notamment au niveau du registre vocal), sa profondeur thématique et la réduction des ressources du metal extrême au profit d'un son plus accessible. L'album compte des artistes invités, Kristoffer Rygg sur 10th April et Attila Csihar sur The Kandinsky Group, et l,artwork est à nouveau conçu par Ritxi Ostáriz et Elena Gallén.
En mai 2016, le groupe annonce un nouveau changement de line-up avec l'ajout du jeune guitariste Eaten Roll I ; avec Seerborn Ape Tot, jusqu'alors guitariste, qui prend le rôle de claviériste après le départ de Zer0 Æmeour Íggdrasil. Au printemps 2016, des concerts de présentation de l'album sont organisés dans différentes villes espagnoles, en plus de la performance du groupe aux festivals Be Prog! My Friend et Resurrection en juillet 2016. L'album est présenté en live lors d'une grande tournée européenne en septembre 2016, en compagnie de Shining (Norvège) et d'Intronaut.
Pour commémorer le premier anniversaire de l'album, le groupe donne un concert à la galerie d'art Error! Design le 11 mars 2017, où ils interprètent des versions électroniques de leurs chansons, ainsi que des chansons de Radiohead, Led Zeppelin et Lou Reed.

### Meat Machine(depuis 2020)
En juin 2018, Obsidian Kingdom est chargé par le Centre de Cultura Contemporània de Barcelona de composer une bande originale pour le film muet classique La Charrette fantôme, à interpréter lors de l'ouverture de la série de films en plein air Gandules'18 Cine iluminado : Magia, lisergia y ocultismo, qui faisait partie de l'exposition consacrée à l'occultisme La Luz negra. Jorge Mur, producteur et collaborateur régulier du groupe, a composé le morceau qui est interprété le soir du 7 août 2018 devant une salle comble.
En août 2019, le groupe annonce son entrée en studio pour enregistrer son troisième album, avec la même équipe de producteurs que Mantiis ; plus l'ajout de leur nouvelle claviériste, Jade Riot Cul. En décembre 2019, Obsidian Kingdom interprète pour la première fois deux titres du nouvel album au festival Madrid is the Dark, en l'absence d'Eaten Roll I à la guitare.
Meat Machine est publié le 25 septembre 2020 par Season of Mist. Deux vidéos sont publiées en amont de l'album : Meat Star, réalisée par les cinéastes espagnols Ferran Ureña et Eric Morales, qui remporte le prix du meilleur clip international lors de l'édition 2020 du Festival du film d'horreur de Santiago du Chili et The Pump , dont l'animation est réalisée par l'artiste ukrainien Jakov Burov. L'album est applaudi par la critique internationale,,, qui souligne sa variété, son caractère avant-gardiste et la truculence des thèmes abordés, ainsi que la capacité du groupe à se réinventer une nouvelle fois. L'album est considéré comme le meilleur album de metal national de 2020 par le magazine Mondosonoro.
En septembre 2020, Obsidian Kingdom apparaît sur la couverture de l'édition espagnole du magazine Metal Hammer. En décembre 2020, le groupe interprète Meat Machine en live lors de la neuvième édition de l'AMFest à Barcelone. Le groupe a annoncé une tournée européenne en mai 2021 en première partie d'Enslaved.

## Membres

### Membres actuels
- Rider G Omega - guitare, chant (depuis 2005)
- Ojete Mordaza II - batterie (depuis 2010)
- Om Rex Orale - basse (depuis 2015)
- Jade Riot Cul - claviers (depuis 2016)
- Viral Vector Lips - guitares (depuis 2019)

### Anciens membres
- Eaten Roll I - guitares (2016–2019), chant (2018–2019)
- Seerborn Ape Tot - claviers (2015–2016), guitare (2015)
- Zer0 Æmeour Íggdrasil - claviers, chant (2010–2016)
- Fleast Race O'Uden - basse (2011–2015)
- Prozoid Zeta JSI - guitares (2005–2015)
- Saten Haz Im Nu - chant (2006–2011)
- Fatal Error Pl/:a/n - basse (2005–2011)
- Croma LAN Ro - batterie (2005–2011)

## Discographie

### Albums studio
- 2012 : Mantiis
- 2013 : Torn and Burnt (compilation)
- 2016 : A Year with No Summer
- 2020 : Meat Machine

### EP
- 2007 : Matter (maxi single)
- 2010 : 3:11 (EP)